# Python royal
Python regius
Espèce
Synonymes
- Boa regia Shaw, 1802
- Python  belii Gray, 1842

Statut de conservation UICN

 NT  : Quasi menacé
Statut CITES
Le Python royal (Python regius) est une espèce de serpents de la famille des Pythonidae.
C'est le plus petit des pythons africains et un animal de compagnie populaire. Aucune sous-espèce n'est reconnue à ce jour. C'est un serpent constricteur, on lui donne le nom vernaculaire de Python royal ou encore Python boule. Le premier lui viendrait du fait que la reine Cléopâtre aurait eu pour habitude de porter ces serpents autour de ses poignets. Quant au second, il se réfère à la tendance de cet animal à se rouler en boule lorsqu'il se sent menacé.

## Caractéristiques
Le Python royal adulte mesure 120 cm environ, les femelles étant dans la majorité des cas légèrement plus grosses que les mâles. Ils ont un corps trapu et une tête relativement petite.
La coloration la plus fréquemment rencontrée est noire ou marron foncé avec des taches marron clair sur les côtés et le dos. La face ventrale est blanche ou crème et éventuellement parsemée de marques noires. En captivité, l'élevage sélectif a conduit à de nombreuses variations de couleurs et de motifs appelées phases.
Les individus des deux sexes possèdent des éperons pelviens de chaque côté du cloaque. Ceux-ci tendraient à être plus larges chez les mâles, mais il s'agit d'une méthode de détermination du sexe incertaine et il est plus fiable de se fonder sur une éversion manuelle des hémipénis du mâle. Ils sont nocturnes.

## Écologie et comportement
Ce serpent constricteur vit dans les prairies, les savanes et les régions peu boisées et est une espèce terrestre.
Il est connu pour sa stratégie de défense qui consiste à s'enrouler sur lui-même en cas de menace, avec la tête et le cou de côté. Il a aussi tendance à siffler bruyamment quand il est effrayé. Son lieu de retraite privilégié inclut les terriers de mammifères et d'autres cachettes souterraines dans lesquelles il peut aussi entrer en estivation.
Sa taille relativement modeste, et sa nature placide le rendant assez manipulable, il est considéré comme un reptile aisé à maintenir en captivité. De plus, il mord très rarement. Toutefois, il semblerait que les Pythons royaux soient facilement sujets au stress.

### Alimentation
Dans la nature, son régime alimentaire se compose principalement de petits mammifères comme des rats, des musaraignes ou des souris. Jeunes serpents python royal sont aussi connus pour se nourrir d'oiseaux. pythons royaux sont capables de ne pas manger pendant plusieurs semaines, plus particulièrement durant l'hiver.

### Reproduction[9],[10],[11]
Python regius est ovipare. La maturité sexuelle est atteinte entre 6 et 18 mois chez les mâles et 12 à 36 mois chez les femelles. D'autre part, le poids joue aussi un rôle important en ce qui concerne la maturité sexuelle d'un individu.
La femelle pond entre 3 et 11 œufs. Elle les dépose sur le sol, à l'abri des intempéries, s'enroule autour et les couve jusqu'à leur éclosion. Les œufs éclosent après 55 à 60 jours. Les soins parentaux s'arrêtent après l'éclosion et les petits doivent se débrouiller seuls après la naissance

## Habitat et répartition

Répartition géographique de Python regius

On trouve le Python royal en Afrique, sur une bande horizontale de territoire allant du Sénégal jusqu'à l'ouest de l'Ouganda et au nord de la République démocratique du Congo. La localité où l'holotype a été prélevé n'a pas été renseignée dans la description originale de l'espèce. Les pythons royaux tirent leur nom « royal » parce qu’ils étaient autrefois considérés comme sacrés et gardés comme animaux de compagnie par la royauté en Afrique.

## Utilisation comme animal de compagnie
Les pythons royaux sont des animaux populaires en captivité du fait de leur petite taille (comparée aux autres espèces de pythons) et de leur comportement généralement non agressif. Les juvéniles sont souvent plus agressifs que les adultes et les serpents capturés dans la nature sont souvent très difficiles à adapter à la vie en captivité. Cela peut se manifester par un refus de s'alimenter, et ils sont généralement porteurs de parasites internes et externes.
En captivité, certains spécimens ont vécu plus de 40 ans.

## Croyances et folklore

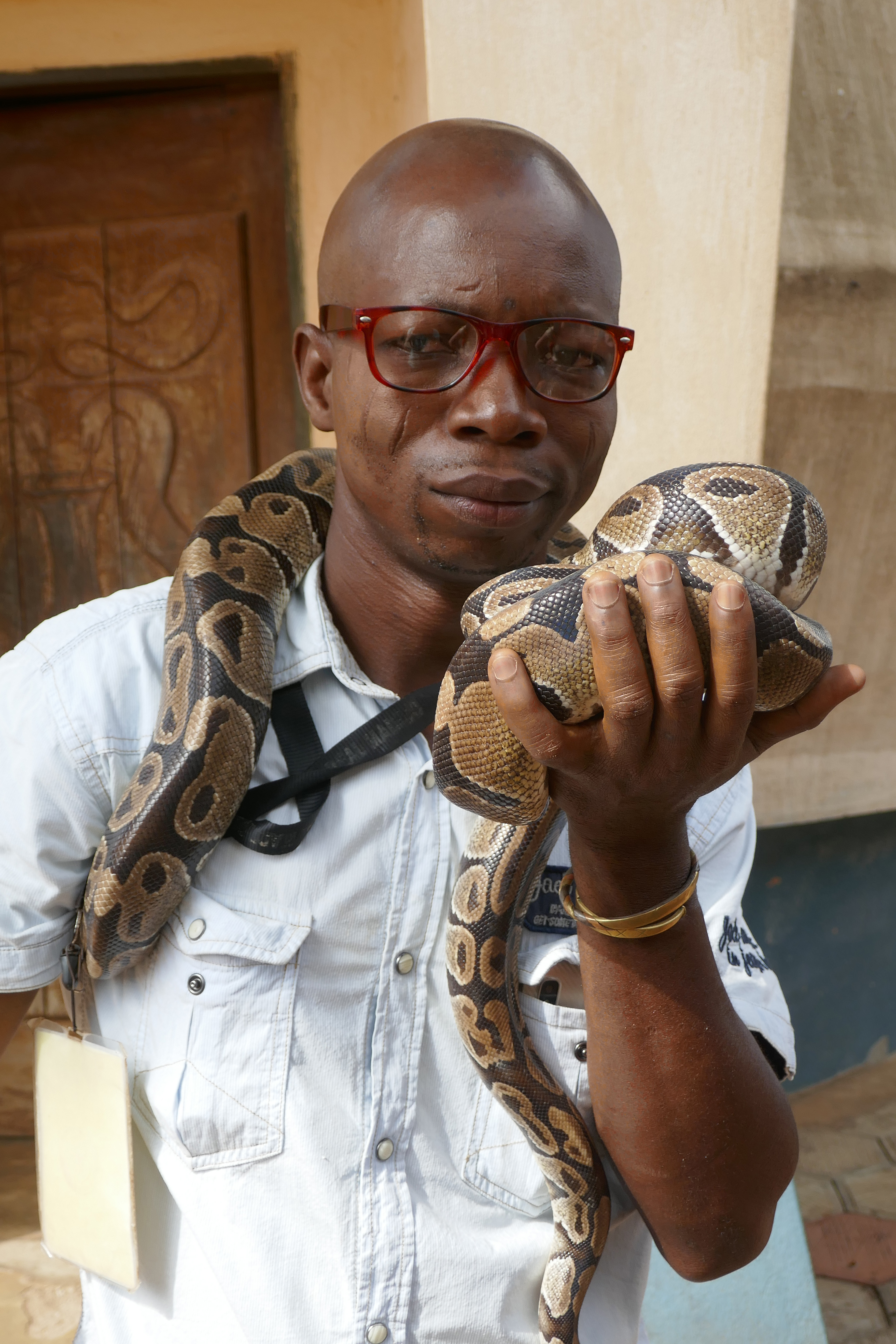
Présentation d'un python royal devant le temple des Pythons à Ouidah

Python regius est vénéré par les Igbos du sud-est du Nigeria. Il est considéré comme un symbole de la terre, car c'est un animal qui se déplace au contact du sol. Même parmi de nombreux Igbos chrétiens, ces pythons sont traités avec grand soin lorsqu'on les trouve errant dans un village ou une propriété. Ils sont autorisés à circuler librement, ou sont déplacés en douceur dans un endroit à l'écart. Si l'un d'eux est tué accidentellement, beaucoup de communautés Igbo construisent un cercueil à l'animal et lui donnent de courtes funérailles.
Tel fut le cas également au Sud Bénin, non loin de Porto-Novo, sa capitale administrative. Les Torris, pour leur grande majorité chrétiens eux aussi, avaient des petits temples à pythons (dans un univers rural).[réf. nécessaire]
On trouve les mêmes coutumes à Ouidah, avec notamment un temple que les touristes peuvent visiter.
La reine Cléopâtre aurait porté ces serpents enroulés autour de ses poignets, d'où leur nom de pythons royaux.[réf. nécessaire]

## Publication originale
- Shaw, 1802 : General Zoology, or Systematic Natural History, vol. 3, no 2, p. 313-615 (texte intégral).